# Kateřina Volná
Kateřina Volná (* 1976, Liberec) je česká badatelka, scenáristka a publicistka. Soustředí se na soudobé dějiny, zejména na akademický život za komunistického režimu v Československu.

## Život a dílo
Pochází z Liberce. Vystudovala žurnalistiku a rusistiku na Karlově univerzitě.
Od roku 2006 vede výzkum období tzv. normalizace na Filozofické fakultě Univerzity Karlovy. Ve spolupráci s historiky nejmladší generace připravila k vydání dvě komentované edice dokumentů Prověřená fakulta. KSČ na FF UK v letech 1969–1989 a S minulostí zúčtujeme. Sebereflexe Filozofické fakulty UK v sedmdesátých a devadesátých letech dvacátého století a monografii Náměstí Krasnoarmějců 2. Učitelé a studenti Filozofické fakulty UK v období normalizace, která v listopadu 2012 vyvolala mediální skandál kvůli zveřejnění spolupráce populárního moderátora TV NOVA Karla Voříška s StB.
Je spoluautorkou scénáře filmových dokumentů První mezi rovnými o výhodách politiků a Vládneme, nerušit, který zpracovává knihu novináře Erika Taberyho o opoziční smlouvě a byl v roce 2008 oceněn cenou Trilobit, udělovanou Českým filmovým a televizním svazem FITES. Publikovala texty v časopisech Babylon, Host, A2 a Literární noviny.
Byla laureátkou Ceny Jana Opletala za roky 2009–2011, udělované Studentskou komorou Rady vysokých škol, která je národní studentskou reprezentací.
Rada Studentské unie UK nominovala v roce 2012 Volnou na členku rady Ústavu pro studium totalitních režimů, další nominaci dostala od sdružení Antikomplex. Senát ji ale do rady nezvolil.

## Publikace
- VOLNÁ K., JAREŠ J., SPURNÝ M., PINEROVÁ K. Prověřená fakulta. KSČ na FF UK v letech 1969–1989. Praha: Ústav pro soudobé dějiny AV ČR, 2009. 310 s. ISBN 978-80-7285-110-2.
- HOLÝ J., VOLNÁ K. Tato fakulta bude rudá! Katedra české literatury Filozofické fakulty Karlovy univerzity očima pamětníků a v dokumentech. Praha: Akropolis, 2009. 726 s. ISBN 978-80-87310-09-0.
- JAREŠ J., SPURNÝ M., VOLNÁ K. A KOL. Náměstí Krasnoarmějců 2. Učitelé a studenti Filozofické fakulty UK v období normalizace. Praha: Togga, FF UK, 2012. 405 s. ISBN 978-80-7308-426-4.
- VOLNÁ, Kateřina. Enquête sur l’activité du Parti communiste tchécoslovaque à la Faculté des lettres de l’Université Charles dans les années 1969–1989. [du CEFRES]. 2012, čís. 32, s. 155–198. Dostupné online. ISSN 1805-0336. (francouzština)
- JAREŠ, J., SPURNÝ, M., VOLNÁ, K. a kol. S minulostí zúčtujeme. Sebereflexe Filozofické fakulty UK v sedmdesátých a devadesátých letech dvacátého století.  Praha: Academia 2014. 731 s. ISBN 978-80-200-2345-2 (čeština)